# Liste der Baudenkmäler in Versmold
Die Liste der Baudenkmäler in Versmold enthält die denkmalgeschützten Bauwerke auf dem Gebiet der Stadt Versmold im Kreis Gütersloh in Nordrhein-Westfalen (Stand: Juni 2021). Diese Baudenkmäler sind in der Denkmalliste der Stadt Versmold eingetragen; Grundlage für die Aufnahme ist das Denkmalschutzgesetz Nordrhein-Westfalen (DSchG NRW).

| Bild                                                               | Bezeichnung                                                                    | Lage                                                     | Beschreibung                                                             | Bauzeit                   | Eingetragen seit                  | Denkmal- nummer |
| ------------------------------------------------------------------ | ------------------------------------------------------------------------------ | -------------------------------------------------------- | ------------------------------------------------------------------------ | ------------------------- | --------------------------------- | --------------- |
| BW                                                                 | Inselhaus, Restgebäude der ehem. Burg Stockh. Einschl. Gräften und Deichsystem | Loxten Stockheimer Straße 13 Karte                       |                                                                          |                           | 1. August 1985                    | 1               |
| weitere Bilder                                                     | Evangelische Pfarrkirche                                                       | Bockhorst Bockhorst 17 Karte                             | ursprünglich romanische Saalkirche mit Erweiterungen und Umbauten        |                           | 29. Januar 1986                   | 2               |
| weitere Bilder                                                     | Evangelische Pfarrkirche St. Petri                                             | Versmold Ravensberger Straße 1 Karte                     | ursprünglich einschiffiger, zweijochiger Gewölbebau des 13. Jahrhunderts |                           | 29. Januar 1986                   | 3               |
| BW                                                                 | Hofkapelle                                                                     | Peckeloh Schulten Allee 1 Karte                          | kleiner Fachwerkbau                                                      | bez. 1720/1824            | 29. Januar 1986                   | 4               |
| Gebäude, ehem. Mairie                                              | Gebäude, ehem. Mairie                                                          | Versmold Ravensberger Straße 2 Karte                     | zweigeschossiger klassizistischer Bau                                    | 1806–1810                 | 29. Januar 1986                   | 5               |
| Pfarrhaus, ehem. Kantorhaus, Geburtshaus von Gottfried Möllenstedt | Pfarrhaus, ehem. Kantorhaus, Geburtshaus von Gottfried Möllenstedt             | Versmold Münsterstraße 4 Karte                           | eingeschossiger Fachwerkbau                                              | 1830/40                   | 30. Januar 1986                   | 6               |
| Ehem. Postamt                                                      | Ehem. Postamt                                                                  | Versmold Ravensberger Straße 19 Karte                    | zweigeschossiger Ziegelbau                                               | 1890                      | 12. Januar 1987                   | 7               |
| Bismarck-Stein                                                     | Bismarck-Stein                                                                 | Versmold Stadtpark Karte                                 | Metallrelief mit Porträt auf Sandstein-Findling                          | 1909                      | 26. März 1986                     | 8               |
| Kaiser-Wilhelm-Denkmal                                             | Kaiser-Wilhelm-Denkmal                                                         | Versmold Stadtpark Karte                                 | Sandsteinsockel mit vollplastischer Büste                                |                           | 26. März 1986                     | 9               |
| BW                                                                 | Fliegerehrenmal                                                                | Peckeloh Stränger Straße 26 Karte                        | gestuftes Kunststeinmonument                                             | 1940/45                   | 26. März 1986                     | 10              |
| BW                                                                 | Antoniusglocke                                                                 | Oesterweg Glockenweg Karte                               | Bittglocke                                                               | bez. 1519                 | 23. Juni 1986                     | 11              |
| Backhaus                                                           | Backhaus                                                                       | Bockhorst Bockhorst 10 Karte                             | kleines Fachwerkgebäude                                                  |                           | 22. August 1986                   | 12              |
| Grenzstein am Dreiländereck                                        | Grenzstein am Dreiländereck                                                    | Loxten Karte                                             | halbrund abschließende Sandsteinstele                                    | bez. 1828                 | 25. August 1986                   | 13              |
| BW                                                                 | Speichergebäude                                                                | Peckeloh Hollmortstraße 4 Karte                          | zweigeschossiger Fachwerkbau                                             | 18. Jahrhundert           | 25. August 1986                   | 14              |
| BW                                                                 | Glockenturm (Holzgerüst)                                                       | Oesterweg Glockenweg Karte                               | Träger der Antoniusglocke                                                |                           | 3. September 1986                 | 15              |
| BW                                                                 | Scheunengebäude                                                                | Loxten Brink 1 Karte                                     | Fachwerkgebäude                                                          |                           | 13. Oktober 1986                  | 16              |
| BW                                                                 | Hofanlage                                                                      | Oesterweg Apfelstraße 2 Karte                            |                                                                          | 2. H. 19. Jh. / bez. 1834 | 28. August 1986 9. September 1999 | 17              |
| Steinkreuz                                                         | Steinkreuz                                                                     | Versmold Ravensberger Straße / Rothenfelder Straße Karte | griechisches Kreuz aus Sandstein, wohl Gerichtskreuz                     | Spätmittelalter           | 6. November 1986                  | 18              |
| BW                                                                 | Speichergebäude                                                                | Oesterweg Klare Straße 4 Karte                           | zweigeschossiger Fachwerkbau                                             | 19. Jahrhundert           | 9. Dezember 1986                  | 19              |
| Gartenpavillon Stadtpark                                           | Gartenpavillon Stadtpark                                                       | Versmold Schützenstraße 14 Karte                         |                                                                          | 1913                      | 9. Dezember 1986                  | 20              |
| BW                                                                 | Speichergebäude                                                                | Oesterweg Wittensteiner Straße 83 Karte                  | zweigeschossiger Ziegelfachwerkbau                                       | bez. 1717                 | 9. Dezember 1986                  | 21              |
| Hofhaus                                                            | Hofhaus                                                                        | Versmold Schützenstraße 2 Karte                          | Vierständerbau auf Feldsteinsockel                                       | bez. 1767                 | 10. Dezember 1986                 | 22              |
| weitere Bilder                                                     | Ehem. Ackerbürgerhaus                                                          | Versmold Ravensberger Straße 7 Karte                     | zweigeschossiger Fachwerkbau auf verputztem Bruchsteinsockel             | im Kern 1790              | 15. Juni 1987                     | 23              |
| weitere Bilder                                                     | Ehem. Ackerbürgerhaus                                                          | Versmold Ravensberger Straße 9 Karte                     | zweigeschossiger Fachwerkbau auf verputztem Bruchsteinsockel             | Ca. 1800                  | 15. Juni 1987                     | 24              |
| BW                                                                 | Räucherturm                                                                    | Oesterweg Oesterweger Straße 38 Karte                    | freistehender Ziegelturm auf Betonsockel                                 | Ende 19. Jh.              | 24. Juli 1987                     | 25              |
| Kriegerehrenmal                                                    | Kriegerehrenmal                                                                | Versmold Münsterstraße / Ravensberger Straße Karte       | für die Kriege 1864, 1866, 1870/71                                       | 1875                      | 21. August 1987                   | 26              |
| weitere Bilder                                                     | Stockheimer Mühle                                                              | Loxten Stockheimer Straße 10 Karte                       | Fachwerkhaus u. angebautes Mühlengebäude                                 | 1831 / 1889               | 24. November 1987                 | 27              |
| weitere Bilder                                                     | Wißmanns Hof                                                                   | Versmold Berliner Straße 4 Karte                         | Hofhaus und Speicher                                                     | 1752 / 1750               | 13. Mai 1988                      | 28              |
| BW                                                                 | Hofhaus Holschermann                                                           | Bockhorst Helleweg 8 Karte                               | Vierständerbau                                                           | bez. 1870                 | 21. Juli 1988                     | 29              |
| Ehem. Ackerbürgerhaus - Giebelfassade                              | Ehem. Ackerbürgerhaus - Giebelfassade                                          | Versmold Münsterstraße 7 Karte                           | Fachwerkbau                                                              | im Kern 1602              | 22. Juli 1988                     | 30              |
| BW                                                                 | Mühlengebäude                                                                  | Bockhorst Hölmerweg 48 Karte                             | Fachwerkgebäude mit Ziegelausfachung                                     | 2. Hälfte 19. Jh.         | 10. August 1988                   | 31              |
|                                                                    | Brücke über den Casumer Bach                                                   | Bockhorst                                                | Bogenbrücke aus Bruchsteinmauerwerk                                      |                           | 12. August 1988                   | 32              |
| BW                                                                 | Hardiek’s Mühle                                                                | Oesterweg Bruchbachstraße 4 Karte                        | Ehem. Mühlenkomplex Hurlbrink                                            | 19. Jahrhundert           | 20. März 1989                     | 33              |
| BW                                                                 | Durchfahrtscheune                                                              | Hesselteich Vorbruchstraße 47 Karte                      | Wirtschaftsgebäude in Fachwerk                                           | 19. Jahrhundert           | 8. August 1989                    | 34              |
| BW                                                                 | Bauernhaus mit Nebengebäude                                                    | Oesterweg Biberstraße 8 Karte                            | Fachwerkhaus mit Zweiständerkonstruktion                                 |                           | 21. März 1990                     | 35              |
| BW                                                                 | Bauernhaus mit Nebengebäude                                                    | Bockhorst Kirchenbreede 18 Karte                         | Vierständerhallenhaus                                                    |                           | 16. Februar 1993                  | 36              |
| BW                                                                 | Bauernhaus                                                                     | Bockhorst Eschkamp 23 Karte                              | Vierständerbau                                                           |                           | 1. Juni 1993                      | 37              |
| BW                                                                 | Hofhaus                                                                        | Peckeloh Stränger Straße 35 Karte                        | Vierständerbau                                                           | bez. 1778                 | 24. August 1995                   | 38              |
| BW                                                                 | Speichergebäude                                                                | Loxten Laerstraße 30 Karte                               | zweigeschossiger Fachwerkbau                                             | 18. Jahrhundert           | 24. August 1995                   | 40              |
| BW                                                                 | Hofhaus und Scheunen                                                           | Bockhorst Bockhorst 2 Karte                              | weitläufige Hofanlage                                                    | 1. Hälfte 19. Jahrhundert | 24. August 1995                   | 41              |
| BW                                                                 | Hofhaus-Wohnteil                                                               | Loxten An den Lehmkuhlen 15 Karte                        | eingeschossiger Putzbau                                                  | 1920                      | 24. August 1995                   | 42              |
| BW                                                                 | Wirtschaftsgebäude und zwei Torpfeilerpaare                                    | Loxten An den Lehmkuhlen 15 Karte                        |                                                                          |                           | 7. Mai 2018                       | 42/1            |
| BW                                                                 | Wohnhaus                                                                       | Versmold Ravensberger Straße 51 Karte                    | eingeschossiger Putzbau                                                  | ca. 1900                  | 25. August 1995                   | 43              |
| BW                                                                 | Villa                                                                          | Versmold Ravensberger Straße 68 Karte                    | zweigeschossiger Putzbau                                                 | ca. 1915                  | 25. August 1995                   | 44              |
| Hotel „Zur Post“                                                   | Hotel „Zur Post“                                                               | Versmold Ravensberger Straße 23 Karte                    | zweigeschossiger Putzbau                                                 | ca. 1900/05               | 28. August 1995                   | 45              |
| BW                                                                 | Bauernhaus                                                                     | Oesterweg Niedernstraße 19 Karte                         | Vierständer-Ziegelfachwerkbau                                            | 1840 / 1844               | 28. August 1995                   | 46              |
| BW                                                                 | Villa                                                                          | Loxten Friedrich-Menzefricke-Straße 51 Karte             | eingeschossiger Putzbau                                                  | 1916                      | 29. August 1995                   | 47              |
| Grabstein                                                          | Grabstein                                                                      | Versmold Berliner Straße Karte                           | für Schullehrer Philip Graf (1760–1849)                                  |                           | 29. August 1995                   | 48              |
| Grabstein                                                          | Grabstein                                                                      | Versmold Berliner Straße Karte                           | Eheleute Krumkühler, gen. Boekmann                                       | 1851                      | 30. August 1995                   | 49              |
| Grabmonument                                                       | Grabmonument                                                                   | Versmold Berliner Straße Karte                           | Familie Menzefricke                                                      |                           | 30. August 1995                   | 50              |
| Grabmal                                                            | Grabmal                                                                        | Versmold Berliner Straße Karte                           | Bürgermeister Kollhorst                                                  | 1841                      | 30. August 1995                   | 51              |
| Grabstätte                                                         | Grabstätte                                                                     | Versmold Berliner Straße Karte                           | Ernst Graßhof (1844–1919)                                                |                           | 31. August 1995                   | 52              |
| BW                                                                 | Grabmal                                                                        | Versmold Berliner Straße Karte                           | für zwei weibliche polnische Kriegsgefangene                             |                           | 31. August 1995                   | 53              |
| BW                                                                 | Gräber                                                                         | Versmold Berliner Straße Karte                           | für russische Kriegsgefangene                                            |                           | 31. August 1995                   | 54              |
| weitere Bilder                                                     | Familienbegräbnisstelle                                                        | Versmold Berliner Straße Karte                           | Familie Delius                                                           |                           | 31. August 1995                   | 55              |
| BW                                                                 | Scheunengebäude „Hartmanns Hof“                                                | Loxten Alter Salzweg 34 Karte                            | Dreiständerfachwerkbau auf Natursteinsockel                              |                           | 24. Oktober 1995                  | 56              |
| Grabstein                                                          | Grabstein                                                                      | Versmold Berliner Straße Karte                           | Dr. Krumkühler                                                           |                           | 8. Februar 1996                   | 57              |
| BW                                                                 | Hofhaus                                                                        | Peckeloh Schulten Allee 1 Karte                          | Naturstein-Hofhaus                                                       | 1884                      | 12. April 1996                    | 58              |

## Gelöschte Baudenkmäler
| Bild | Bezeichnung | Lage                  | Beschreibung | Bauzeit | Eingetragen seit | Denkmal- nummer |
| ---- | ----------- | --------------------- | --- | ------- | ---------------- | --------------- |
|      | Hofhaus     | Loxten Speckstraße 26 | Das Objekt wurde nach erfolgreichem Widerspruchsverfahren der Eigentümerin am 14. März 1996 aus der Denkmalliste der Stadt Versmold gestrichen. |         | 24. August 1995  | 39              |